# Basketball-Europameisterschaft 1975
Die 19. Basketball-Europameisterschaft der Herren (offiziell: Eurobasket 1975) fand vom 7. bis 15. Juni 1975 in Jugoslawien statt. Gastgeber Jugoslawien konnte seinen Titel mit einem Sieg im direkten Duell über den Rekord-Champion aus der UdSSR erfolgreich verteidigen. Hinter der silberdekorierten sowjetischen Auswahl sicherte sich Italien die Bronzemedaille.

## Austragungsorte
Gespielt wurde in Belgrad, Split, Karlovac und Rijeka.

## Vorrunde
Die Vorrunde wurde in drei Gruppen mit je vier Mannschaften ausgetragen. Der Sieger eines Spiels erhielt zwei Punkte, der Verlierer einen Punkt. Stand ein Spiel am Ende der regulären Spielzeit unentschieden, so gab es Verlängerung. Bei Punktgleichheit entschied der direkte Vergleich gegeneinander.
Die beiden Erst- und Zweitplatzierten jeder Gruppe waren für die Finalrunde gesetzt und hatten EM-Platz 6 bereits sicher. Die restlichen Mannschaften spielten in der Platzierungsrunde um den 7. EM-Platz.

### Gruppe A
| Spiel | Team 1      | Team 2      | Ergebnis | 1. H. | 2. H. | Verl. |
| ----- | ----------- | ----------- | -------- | ----- | ----- | ----- |
| A 1   | Italien     | Türkei      | 083:65   | 36:39 | 47:26 | –     |
| A 2   | Jugoslawien | Niederlande | 102:76   | 47:36 | 55:40 | –     |
| A 3   | Niederlande | Italien     | 064:69   | 38:20 | 26:49 | –     |
| A 4   | Jugoslawien | Türkei      | 092:65   | 44:24 | 48:41 | –     |
| A 5   | Türkei      | Niederlande | 071:64   | 43:34 | 28:30 | –     |
| A 6   | Jugoslawien | Italien     | 083:69   | 43:35 | 40:34 | –     |

| Platz | Team        | Spiele | Siege | Niederl. | Punkte | Körbe   | Diff | qualifiziert für  |
| ----- | ----------- | ------ | ----- | -------- | ------ | ------- | ---- | ----------------- |
| 1     | Jugoslawien | 3      | 3     | 0        | 6      | 277:210 | +67  | Finalrunde        |
| 2     | Italien     | 3      | 2     | 1        | 5      | 221:212 | +09  | Finalrunde        |
| 3     | Türkei      | 3      | 1     | 2        | 4      | 201:239 | −38  | Platzierungsrunde |
| 4     | Niederlande | 3      | 0     | 3        | 3      | 204:242 | −38  | Platzierungsrunde |

### Gruppe B
| Spiel | Team 1           | Team 2           | Ergebnis | 1. H. | 2. H. | Verl. |
| ----- | ---------------- | ---------------- | -------- | ----- | ----- | ----- |
| B 1   | Tschechoslowakei | Israel           | 86:85    | 40:29 | 46:56 | –     |
| B 2   | UdSSR            | Polen            | 79:72    | 35:38 | 44:34 | –     |
| B 3   | UdSSR            | Tschechoslowakei | 91:81    | 51:32 | 40:49 | –     |
| B 4   | Israel           | Polen            | 90:84    | 50:42 | 40:42 | –     |
| B 5   | UdSSR            | Israel           | 85:71    | 47:37 | 38:34 | –     |
| B 6   | Tschechoslowakei | Polen            | 94:76    | 46:28 | 48:48 | –     |

| Platz | Team             | Spiele | Siege | Niederl. | Punkte | Körbe   | Diff | qualifiziert für  |
| ----- | ---------------- | ------ | ----- | -------- | ------ | ------- | ---- | ----------------- |
| 1     | UdSSR            | 3      | 3     | 0        | 6      | 255:224 | +31  | Finalrunde        |
| 2     | Tschechoslowakei | 3      | 2     | 1        | 5      | 261:252 | +09  | Finalrunde        |
| 3     | Israel           | 3      | 1     | 2        | 4      | 246:255 | −09  | Platzierungsrunde |
| 4     | Polen            | 3      | 0     | 3        | 3      | 232:263 | −31  | Platzierungsrunde |

### Gruppe C
| Spiel | Team 1       | Team 2       | Ergebnis | 1. H. | 2. H. | Verl. |
| ----- | ------------ | ------------ | -------- | ----- | ----- | ----- |
| C 1   | Griechenland | Rumänien     | 61:71    | 27:39 | 34:32 | –     |
| C 2   | Spanien      | Bulgarien    | 85:74    | 35:40 | 50:34 | –     |
| C 3   | Bulgarien    | Griechenland | 81:71    | 34:41 | 47:30 | –     |
| C 4   | Spanien      | Rumänien     | 96:66    | 45:30 | 51:36 | –     |
| C 5   | Spanien      | Griechenland | 89:63    | 41:28 | 48:35 | –     |
| C 6   | Rumänien     | Bulgarien    | 62:80    | 28:33 | 34:47 | –     |

| Platz | Team         | Spiele | Siege | Niederl. | Punkte | Körbe   | Diff | qualifiziert für  |
| ----- | ------------ | ------ | ----- | -------- | ------ | ------- | ---- | ----------------- |
| 1     | Spanien      | 3      | 3     | 0        | 6      | 270:203 | +67  | Finalrunde        |
| 2     | Bulgarien    | 3      | 2     | 1        | 5      | 235:218 | +17  | Finalrunde        |
| 3     | Rumänien     | 3      | 1     | 2        | 4      | 199:237 | −38  | Platzierungsrunde |
| 4     | Griechenland | 3      | 0     | 3        | 3      | 195:241 | −46  | Platzierungsrunde |

## Platzierungsrunde
Sämtliche Mannschaften, die in ihrer Vorrundengruppe die beiden ersten Plätze für das Weiterkommen verpasst hatten, spielten in einer einzigen Gruppe um den 7. EM-Platz. Dieser ging an den Sieger der Platzierungsrunde, deren weitere Reihenfolge über die EM-Plätze 8 bis 12 entschied. So war der Zweitplatzierte automatisch EM-Achter, der Drittplatzierte erhielt den 9. EM-Rang usw. Die Ergebnisse der Begegnungen, die schon in der Vorrunde stattfanden, wurden mit in die Platzierungsrunde übernommen.
| Spiel | Team 1       | Team 2       | Ergebnis | 1. H. | 2. H. | Verl. |
| ----- | ------------ | ------------ | -------- | ----- | ----- | ----- |
| D 1   | Niederlande  | Israel       | 080:081  | 40:46 | 40:35 | –     |
| D 2   | Türkei       | Rumänien     | 086:077  | 45:46 | 41:31 | –     |
| D 3   | Griechenland | Polen        | 079:074  | 34:36 | 45:38 | –     |
| D 4   | Türkei       | Israel       | 077:101  | 38:53 | 39:48 | –     |
| D 5   | Niederlande  | Griechenland | 066:065  | 29:28 | 37:37 | –     |
| D 6   | Rumänien     | Polen        | 081:082  | 40:45 | 41:37 | –     |
| D 7   | Rumänien     | Niederlande  | 074:080  | 39:44 | 35:36 | –     |
| D 8   | Israel       | Griechenland | 087:076  | 50:41 | 37:35 | –     |
| D 9   | Türkei       | Polen        | 071:090  | 36:48 | 35:42 | –     |
| D10   | Türkei       | Griechenland | 074:064  | 37:31 | 37:33 | –     |
| D11   | Polen        | Niederlande  | 086:066  | 42:29 | 44:37 | –     |
| D12   | Israel       | Rumänien     | 119:105  | 61:40 | 58:65 | –     |

| Platz | Team         | Spiele | Siege | Niederl. | Punkte | Körbe   | Diff |
| ----- | ------------ | ------ | ----- | -------- | ------ | ------- | ---- |
| 1     | Israel       | 5      | 5     | 0        | 10     | 478:422 | +56  |
| 2     | Polen        | 5      | 3     | 2        | 08     | 416:387 | +29  |
| 3     | Türkei       | 5      | 3     | 2        | 08     | 379:396 | −17  |
| 4     | Niederlande  | 5      | 2     | 3        | 07     | 356:377 | −21  |
| 5     | Rumänien     | 5      | 1     | 4        | 06     | 408:428 | −20  |
| 6     | Griechenland | 5      | 1     | 4        | 06     | 345:372 | −27  |

## Finalrunde
Die beiden Erst- und Zweitplatzierten jeder Vorrundengruppe spielten in einer einzigen Gruppe um den Europameistertitel. Dieser ging an den Sieger der Finalrunde, deren weitere Reihenfolge über die EM-Plätze 2 bis 6 entschied. So bekam der Zweitplatzierte EM-Silber, der Drittplatzierte EM-Bronze usw. Die Ergebnisse der Begegnungen, die schon in der Vorrunde stattfanden, wurden mit in die Finalrunde übernommen.
| Spiel | Team 1           | Team 2           | Ergebnis | 1. H. | 2. H. | Verl. |
| ----- | ---------------- | ---------------- | -------- | ----- | ----- | ----- |
| E 1   | Tschechoslowakei | Bulgarien        | 70:086   | 42:35 | 28:51 | –     |
| E 2   | Jugoslawien      | Spanien          | 98:076   | 41:35 | 57:41 | –     |
| E 3   | UdSSR            | Italien          | 69:065   | 30:33 | 39:32 | –     |
| E 4   | Jugoslawien      | Tschechoslowakei | 84:068   | 39:30 | 45:38 | –     |
| E 5   | UdSSR            | Bulgarien        | 94:079   | 47:40 | 47:39 | –     |
| E 6   | Italien          | Spanien          | 89:069   | 43:36 | 46:33 | –     |
| E 7   | Italien          | Tschechoslowakei | 68:072   | 32:36 | 36:36 | –     |
| E 8   | UdSSR            | Spanien          | 94:080   | 59:39 | 35:41 | –     |
| E 9   | Bulgarien        | Jugoslawien      | 76:105   | 37:44 | 39:61 | –     |
| E10   | Spanien          | Tschechoslowakei | 87:067   | 46:34 | 41:33 | –     |
| E11   | Bulgarien        | Italien          | 71:090   | 40:48 | 31:42 | –     |
| E12   | Jugoslawien      | UdSSR            | 90:084   | 44:37 | 46:47 | –     |

| Platz | Team             | Spiele | Siege | Niederl. | Punkte | Körbe   | Diff |
| ----- | ---------------- | ------ | ----- | -------- | ------ | ------- | ---- |
| 1     | Jugoslawien      | 5      | 5     | 0        | 10     | 460:373 | +87  |
| 2     | UdSSR            | 5      | 4     | 1        | 09     | 432:395 | +37  |
| 3     | Italien          | 5      | 2     | 3        | 07     | 381:364 | +17  |
| 4     | Spanien          | 5      | 2     | 3        | 07     | 397:422 | −25  |
| 5     | Bulgarien        | 5      | 1     | 4        | 06     | 386:444 | −58  |
| 6     | Tschechoslowakei | 5      | 1     | 4        | 06     | 358:416 | −58  |

## Endstand
| Rang | Team             | Siege : Niederl. | Korbverhältnis |
| ---- | ---------------- | ---------------- | -------------- |
| 1    | Jugoslawien      | 7 : 0            | 1,2724         |
| 2    | UdSSR            | 6 : 1            | 1,1078         |
| 3    | Italien          | 4 : 3            | 1,0811         |
| 4    | Spanien          | 4 : 3            | 1,0563         |
| 5    | Bulgarien        | 3 : 4            | 0,9480         |
| 6    | Tschechoslowakei | 3 : 4            | 0,9324         |
| 7    | Israel           | 5 : 2            | 1,0691         |
| 8    | Polen            | 3 : 4            | 1,0071         |
| 9    | Türkei           | 3 : 4            | 0,8914         |
| 10   | Niederlande      | 2 : 5            | 0,9051         |
| 11   | Rumänien         | 1 : 6            | 0,8874         |
| 12   | Griechenland     | 1 : 6            | 0,8838         |